# Adnet
Adnet est une commune autrichienne du district de Hallein dans l'État de Salzbourg.

## Toponymie
C'est une contraction d' Adenet, diminutif d' Aden, qui est une variante régionale du nom de baptême Adam.